# گور مغولی
گور مغولی (نام علمی: Equus hemionus hemionus) نام یک زیرگونه از گونه گورخر آسیایی است. این گور در کشورهای مغولستان و جمهوری خلق چین، و در شرق قزاقستان و جنوب ناحیه فدرالی سیبری روسیه یافت می‌شود. تخمین زده می‌شود که ازاین زیرگونه گور حدود ۲۰٬۰۰۰ راًس در حیات‌وحش باقی مانده باشد. این گور در اتحادیه بین‌المللی حفاظت از طبیعت جزو گونه نزدیک تهدید طبقه‌بندی گردیده است. گور مغولی در بیابان‌ها، استپ‌ها و کوهستان زندگی می‌کند.